# Neoscona semilunaris
Neoscona semilunaris là một loài nhện trong họ Araneidae.
Loài này thuộc chi Neoscona. Neoscona semilunaris được Ferdinand Karsch miêu tả năm 1879.